# تنگ (خوسف)
تنگ، روستایی از توابع بخش جلگه ماژان شهرستان خوسف در استان خراسان جنوبی ایران است.